# Монлюэль
Монлюэ́ль (фр. Montluel) — коммуна во Франции, находится в регионе Рона — Альпы. Департамент — Эн. Административный центр кантона Монлюэль. Округ коммуны — Бурк-ан-Брес.
Код INSEE коммуны — 01262.

## География
Коммуна расположена приблизительно в 400 км к юго-востоку от Парижа, в 20 км северо-восточнее Лиона, в 45 км к югу от Бурк-ан-Бреса.
По территории коммуны протекает река Серен.

## Климат
Климат полуконтинентальный с холодной зимой и тёплым летом. Дожди бывают нечасто, в основном летом.

## Население
Население коммуны на 2010 год составляло 6999 человек.
| 1962 | 1968 | 1975 | 1982 | 1990 | 1999 | 2010 |
| ---- | ---- | ---- | ---- | ---- | ---- | ---- |
| 2785 | 3528 | 4604 | 5450 | 5954 | 6456 | 6999 |

## Администрация
| Период | Период | Фамилия       | Партия                                                            | Примечания                                   |
| ------ | ------ | ------------- | ----------------------------------------------------------------- | -------------------------------------------- |
| 1947   | 1968   | Эмиль Сизен   |                                                                   | предприниматель                              |
| 1968   | 1999   | Пьер Кормореш | центрист → Союз за французскую демократию-Центр социал-демократов | фермер, профсоюзный деятель                  |
| 1999   | 2008   | Жак Бандерье  |                                                                   |                                              |
| 2008   | 2014   | Жакки Бернар  | Социалистическая партия                                           | член генерального совета кантона (1998—2011) |
| 2014   | 2020   | Ромен Добье   | Союз за народное движение                                         | адвокат                                      |

## Экономика
В 2010 году среди 4618 человек трудоспособного возраста (15—64 лет) 3480 были экономически активными, 1138 — неактивными (показатель активности — 75,4 %, в 1999 году было 69,5 %). Из 3480 активных жителей работали 3105 человек (1624 мужчины и 1481 женщина), безработных было 375 (204 мужчины и 171 женщина). Среди 1138 неактивных 425 человек были учениками или студентами, 336 — пенсионерами, 377 были неактивными по другим причинам.

## Достопримечательности
- Церковь Нотр-Дам-де-Маре (XV век). Исторический памятник с 1982 года.[4]
- Часовня Св. Варфоломея (XIII век). Исторический памятник с 1930 года.[5]
- Мельница Жирар (1845 год). Исторический памятник с 2009 года.[6]
- Резиденция принцев Конде (XVII век). Исторический памятник с 1981 года.[7]
- Дом по адресу Гранд-Рю, 67 (XV век). Исторический памятник с 1982 года.[8]
- Дом по адресу Гранд-Рю, 71 (XVI век). Исторический памятник с 1975 года.[9]

## Города-побратимы
- Остфильдерн (Германия, с 1978)

## Фотогалерея

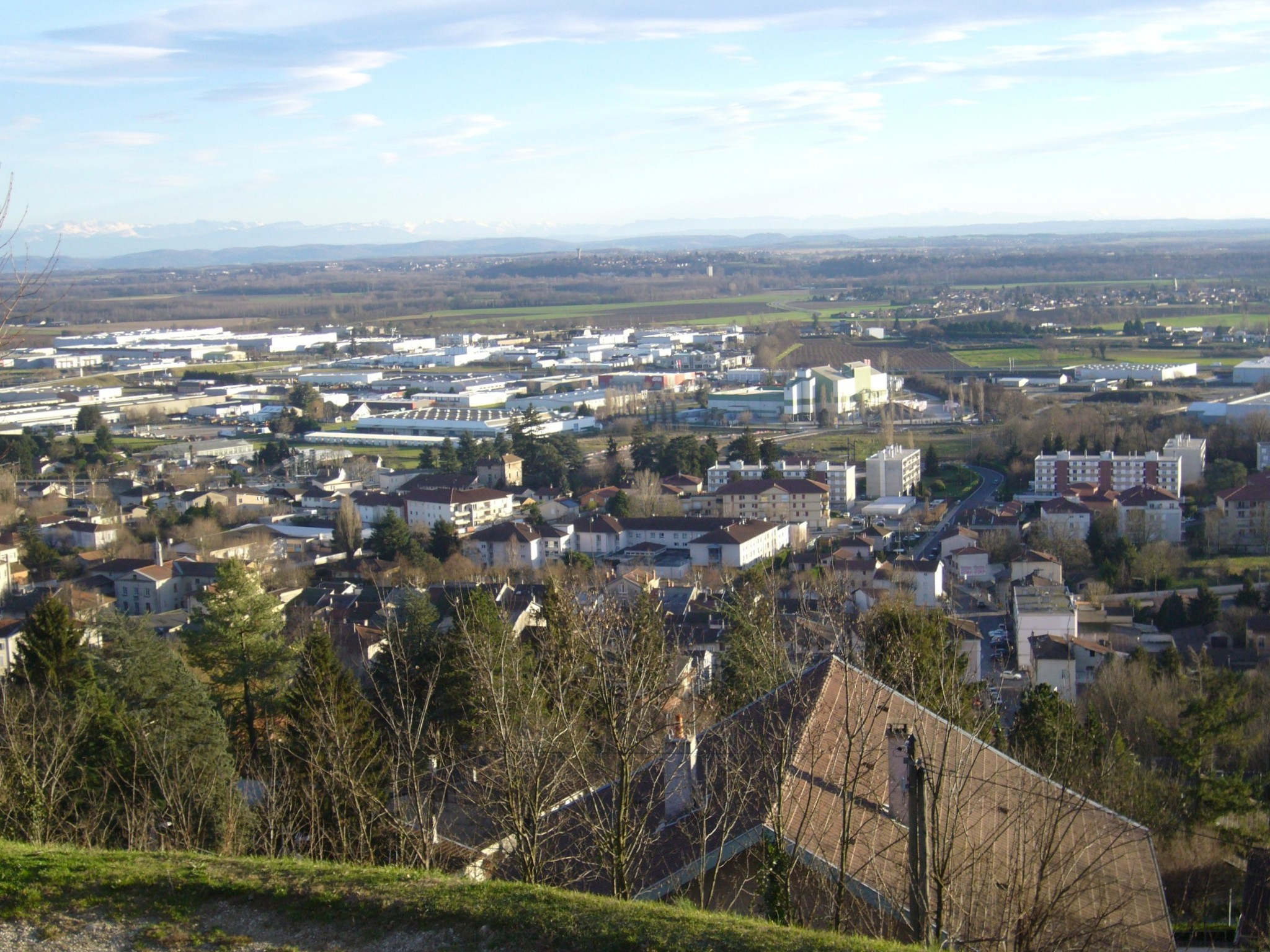
Монлюэль
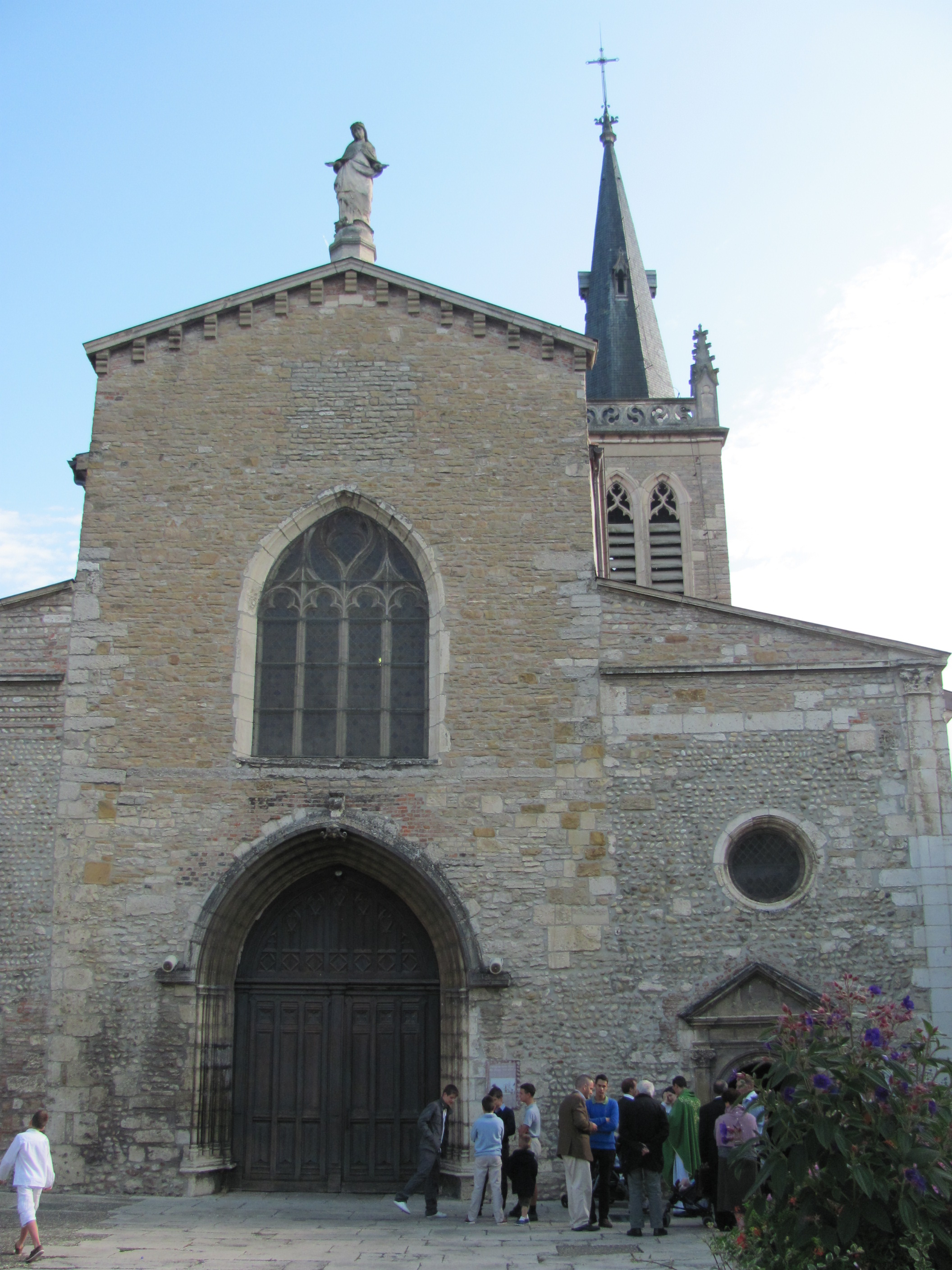
Церковь Нотр-Дам-де-Маре
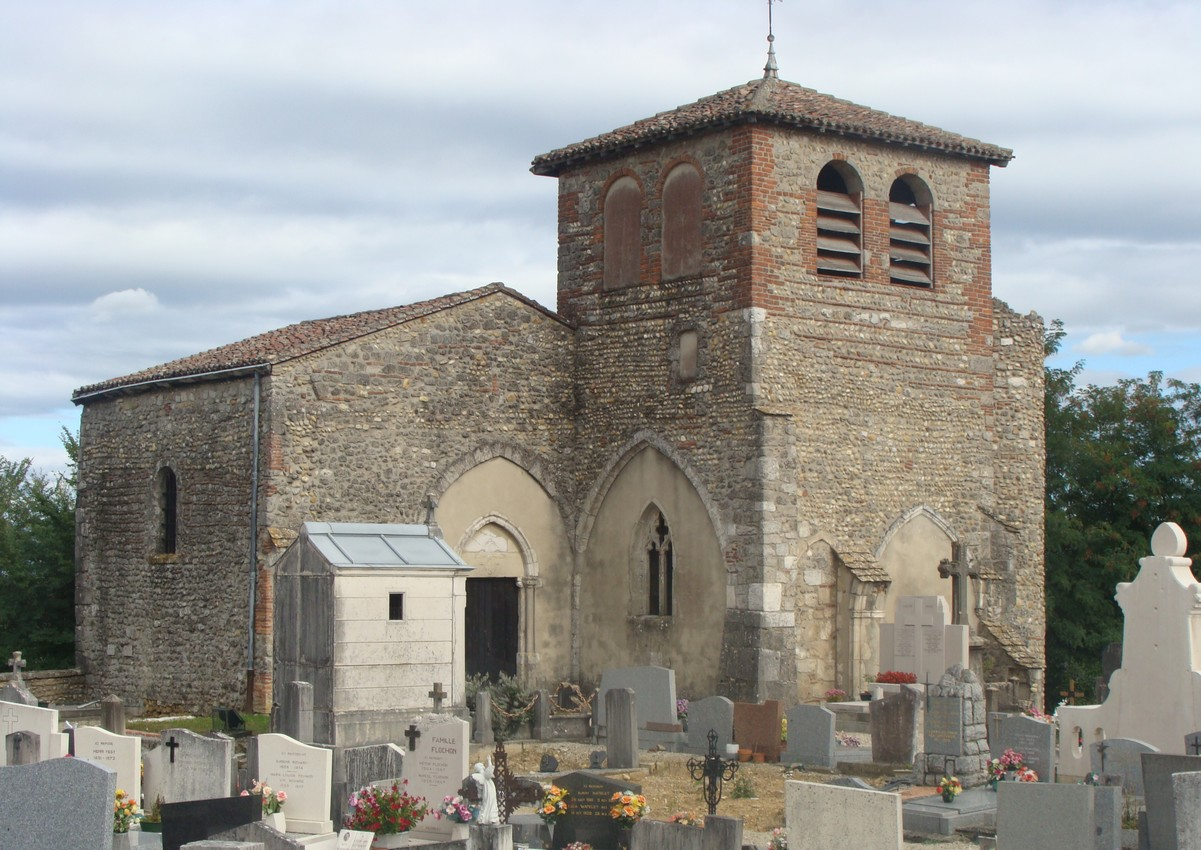
Часовня Св. Варфоломея
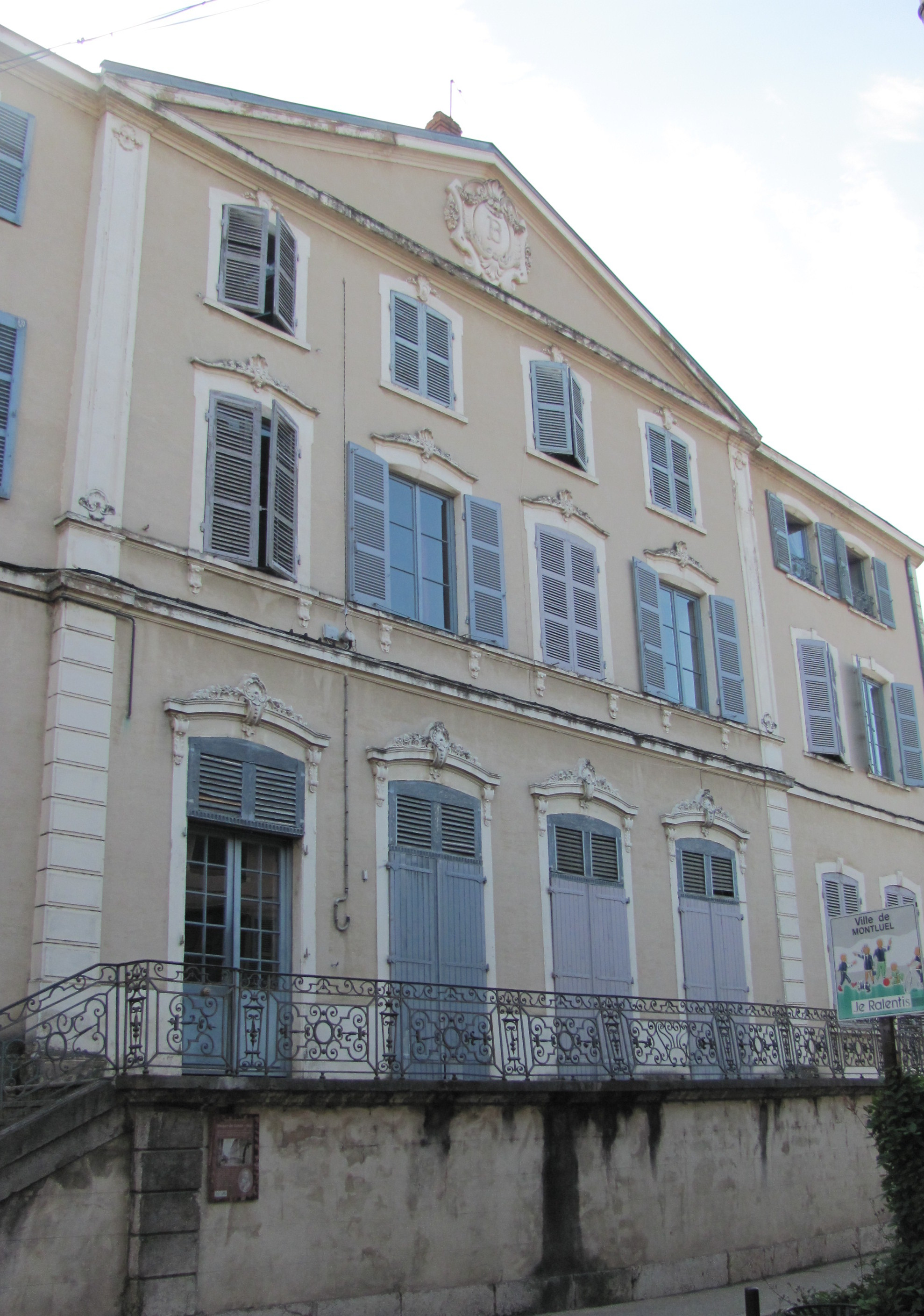
Резиденция принцев Конде
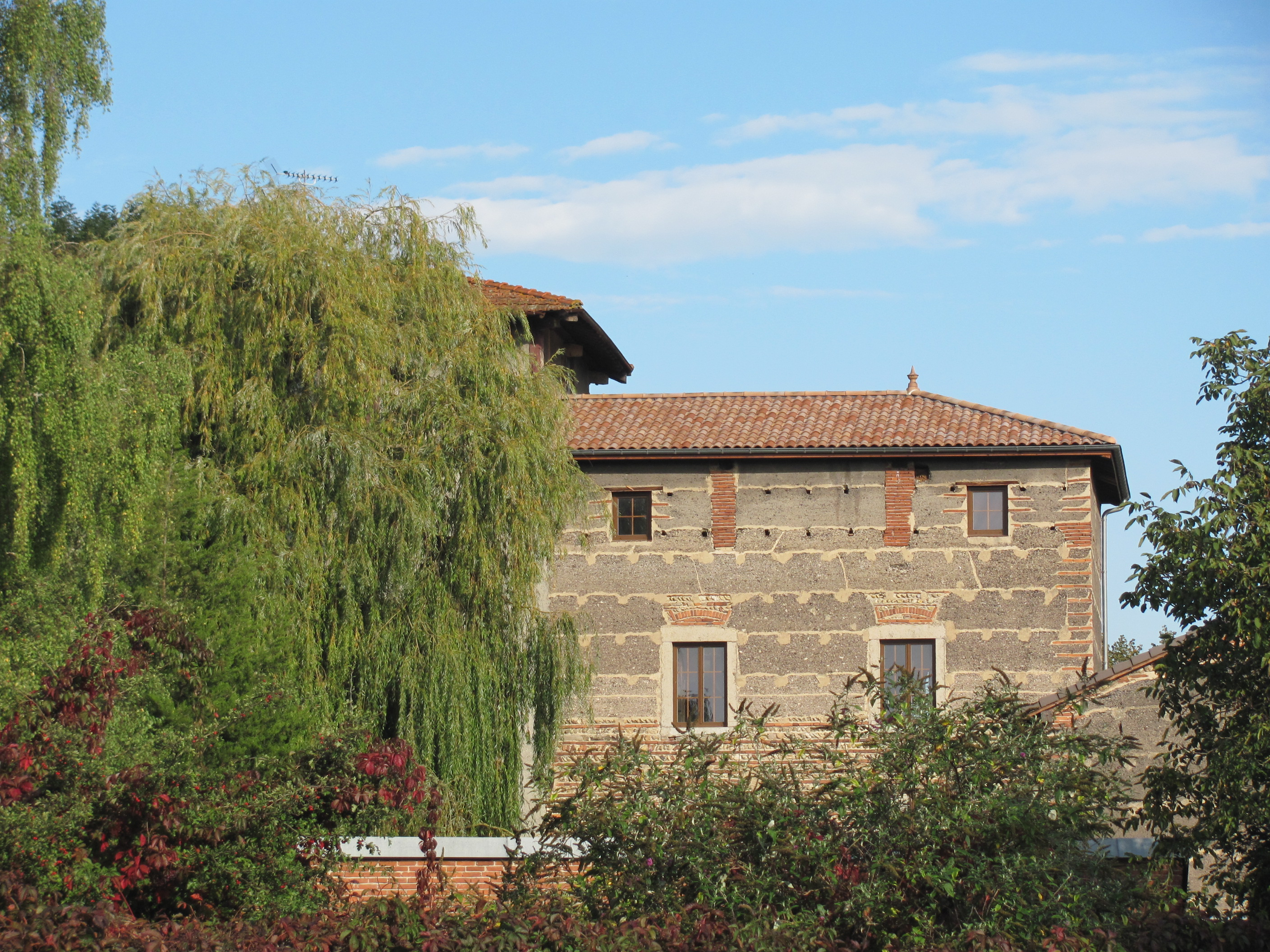
Мельница Жирар
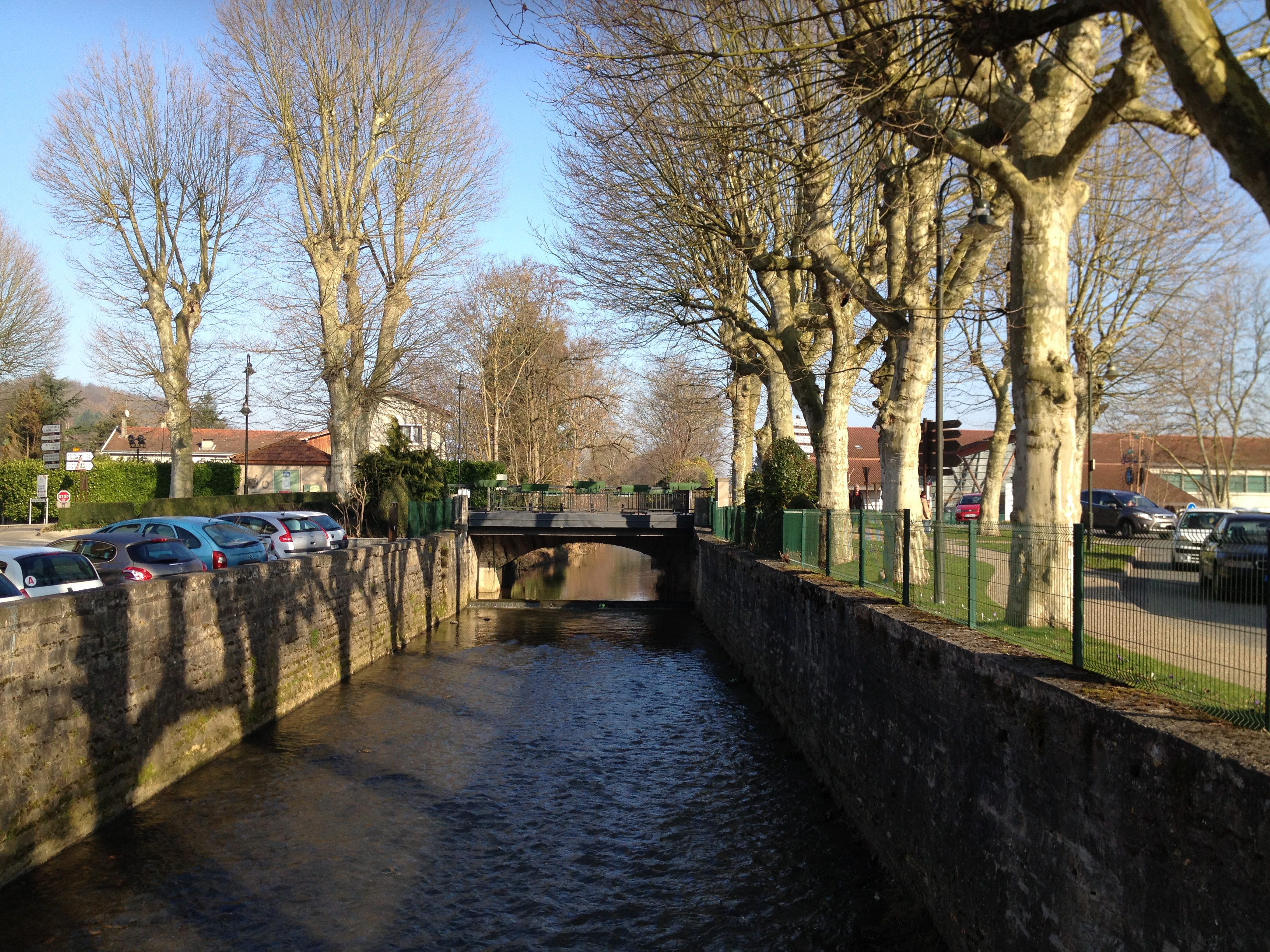
Река Серен